# 格奥尔吉·瓦西列维奇·科维丘克
加卡·(格奥尔吉·瓦西列维奇)·科维丘克（俄语：Георгий Васильевич Ковенчук，1933年12月2日，列宁格勒 - 2015年2月3日，圣彼得堡—），苏俄艺术家、作家。写生画家，绘画艺术家，宣传画艺术家，书画家和舞台设计师，从事陶瓷和小型雕塑。

## 生平
1933年12月2日生于列宁格勒。科维丘克在列宁格勒绘画、雕塑和建筑学院学习，该学院以I.E.列宾(1954年-1960年) 的名字命名。圣彼得堡的艺术家，俄罗斯记者联盟的成员。2003年获俄罗斯艺术学院银质奖章。俄罗斯荣誉艺术家。
格奥尔吉•科维丘克国际展览的参加者(自1960年起)。他的个人展会已经在很多国家展出(俄罗斯、英国、法国、瑞典、摩纳哥、德国、美国等) 。
这位艺术家曾为奥罗拉、科斯特、穆尔兹卡等多家出版社和杂志担任插画师。在他的一生中，科维丘克作为一个图书艺术家工作，描绘了俄罗斯作家在20世纪的作品;其中一些书在国外出版(米哈伊尔•佐先科的短篇小说集于2011年在日本出版)。为弗拉基米尔•马雅科夫斯基的喜剧《臭虫》的绘画格奥尔吉•科维丘克获得了1975年的“年度最佳图书”;布尔诺市(1994年捷克共和国)国际绘画双年展的银奖章。
在1980年至2000年，格奥尔吉•科维丘克经常旅行。多年来，他一直生活和工作在法国和其他欧洲国家(瑞典、英国、德国、波兰、摩纳哥、芬兰等)，在美国、中国、日本和突尼斯。
在他的一生中，这位艺术家与他那个时代的杰出人物见面、工作、交朋友或共同进行项目创作。

格奥尔吉•科维丘克于2015年2月3日在圣彼得堡去世，安葬在圣彼得堡的斯摩棱斯克公墓。

## 博物馆收藏
- 特列季亚科夫画廊
- 俄罗斯国立图书馆
- 俄羅斯博物館
- 俄罗斯国家图书馆
- 萨哈林州美术馆